# Dalírio Beber
Dalírio José Beber (Massaranduba, 16 de abril de 1949) é um advogado, empresário e político brasileiro filiado ao PSDB.

## Biografia

### Formação acadêmica
Formado em Direito pela Fundação Universidade Regional de Blumenau (FURB), Dalírio exerceu na prefeitura de Blumenau os cargos de secretário da Fazenda e de Administração nos mandatos dos prefeitos Dalto dos Reis e Renato de Mello Vianna.

### Vida pública
Fundador do Partido da Social Democracia Brasileira (PSDB) em Santa Catarina, foi um dos articuladores da histórica coligação "Por Toda Santa Catarina" que elegeu em 2002 Luiz Henrique da Silveira (PMDB) para o governo do estado e Leonel Pavan (PSDB) para o Senado Federal. Entre 2003 e 2007, presidiu o PSDB catarinense.
Em 2007, assumiu a presidência da Agência de Fomento do Estado de Santa Catarina (BADESC) em que permaneceu até o início de 2010. Nas eleições do mesmo ano, foi eleito o primeiro suplente do senador Luiz Henrique da Silveira na coligação que elegeu Raimundo Colombo o governador de Santa Catarina. Entre 2011 e 2014, presidiu a Companhia Catarinense de Águas e Saneamento (CASAN).

## Senador
Assumiu o mandato de senador em 2015 devido à morte do titular em 10 de maio, e empossado em 19 de maio.
Em março de 2016 foi indicado pela bancada tucana e eleito por unanimidade Coordenador do Fórum Parlamentar Catarinense no Congresso Nacional para o período 2016/2017. Como coordenador, é o responsável pela organização das atividades da bancada legislativa em Brasília.
Em dezembro de 2016, votou a favor da PEC do Teto dos Gastos Públicos. Em julho de 2017, votou a favor da reforma trabalhista.
Em outubro de 2017, votou a favor da manutenção do mandato do senador Aécio Neves (PSDB-MG) derrubando decisão da Primeira Turma do Supremo Tribunal Federal no processo onde ele é acusado de corrupção e obstrução da justiça por solicitar dois milhões de reais ao empresário Joesley Batista.
Em novembro de 2018 votou a favor do o aumento salarial de 16,38% para os ministros do Supremo Tribunal Federal e do titular da Procuradoria-Geral da República, de R$ 33,7 mil para R$ 39,2 mil.
Em novembro de 2018, foi apresentado ao Senado um projeto de lei que propunha a redução do tempo de inelegibilidade para condenados sob a lei da ficha limpa, de 8 para 3 anos.

### Indicação honrosa
É o presidente de honra do diretório do PSDB em Santa Catarina, e o presidente do Instituto Teotônio Vilela no estado.

## Críticas
Em outubro de 2017 foi autor de uma proposta que anula conquistas da Lei da Ficha Limpa. Segundo o texto de autoria de Dalírio Beber, políticos deixariam de cumprir oito anos de inelegibilidade e passariam a cumprir apenas três, como ocorria antes da aprovação da Lei da Ficha Limpa em 2010. Seu projeto foi votado para ser tratado como caso de "urgência" pelo senado, mas mesmo assim a proposta só foi colocada na pauta de votação em novembro de 2018 durante o feriado prolongado da Proclamação da República, sob análise de menos senadores por causa do feriado.